# Mi vida sin tu amor
Mi vida sin tu amor es el título del sexto álbum de estudio grabado por el cantante mexicano Cristian Castro. Fue lanzado al mercado bajo el sello discográfico BMG U.S. Latin el 1 de junio de 1999. 
El álbum Mi vida sin tu amor fue producido por el compositor y productor musical colombo-estadounidense Kike Santander. Sus canciones combinan pop latino, boleros, baladas románticas y cuenta con la colaboración de la Miami Symphonic Orchestra.

## Lista de canciones
| Mi vida sin tu amor |                           |                                                       |          |  |
| N.º                 | Título                    | Escritor(es)                                          | Duración |  |
| 1.                  | «Volver a amar»           | Kike Santander Cristian Castro                        | 4:42     |  |
| 2.                  | «Tu sombra en mí»         | Daniel BetancourtCristian Castro                      | 4:45     |  |
| 3.                  | «Mi vida sin tu amor»     | Kike Santander                                        | 3:33     |  |
| 4.                  | «Por amarte así»          | Alejandro Montalbán · Cristian Castro . Eduardo Reyes | 4:32     |  |
| 5.                  | «Más y más»               | Kike Santander                                        | 3:32     |  |
| 6.                  | «Ángel»                   | José Miguel Velásquez                                 | 5:03     |  |
| 7.                  | «Alguna vez»              | Kike Santander                                        | 3:58     |  |
| 8.                  | «Si me ves llorar por ti» | Cristian Castro ·Arreglos: Kike Santander             | 5:03     |  |
| 9.                  | «Vivir sin ti»            | Kike Santander Cristian Castro                        | 4:35     |  |
| 10.                 | «Verónica»                | Cristian Castro                                       | 4:35     |  |
| 44:16               |                           |                                                       |          |  |

## Créditos y personal
- Alejandro Montalbán - Compositor
- Carlos Díaz - Compositor
- Cristian Castro - Compositor, Artista principal
- Daniel Betancourt - Compositor
- Eduardo Reyes - Compositor
- José Miguel Velásquez - Compositor
- Kike Santander - Compositor, Productor
- Marcelo Añez - Ingeniero de Grabación

## Posicionamiento en listas
| Listas (1999)                                   | Mejor posición |
| ----------------------------------------------- | -------------- |
| U.S. Billboard Top Latin Albums[cita requerida] | 3              |
| U.S. Billboard Latin Pop Albums[cita requerida] | 7              |

## Uso en los medios
La balada romántica Alguna vez fue utilizada para el tema principal de la telenovela mexicana de la cadena Televisa, Ángela (1998-1999), bajo la producción de José Alberto Castro. Fue protagonizada por Angélica Rivera y Juan Soler y con las participaciones antagónicas de Jacqueline Andere, Patricia Navidad, Juan Peláez, Yolanda Ciani y Joana Benedek. También cuentas con las participaciones especiales de los primeros actores de Ignacio López Tarso, Aurora Molina y Ana Bertha Lepe.

## Certificaciones
| País           | Organismo certificador | Certificación      | Ventas certificadas | Ref   |
| -------------- | ---------------------- | ------------------ | ------------------- | ----- |
| Estados Unidos | RIAA                   | 4x Platino (Latin) | 400 000             | [ 2 ] |
| México         | AMPROFON               | Platino            | 150 000             | [ 3 ] |